# 鳥居正男
鳥居 正男（とりい まさお、1947年 - ）は、日本の実業家。神奈川県出身。ベーリンガーインゲルハイム日本法人元代表取締役社長。エスエス製薬元代表取締役社長。ノバルティス日本法人代表取締役社長。ローヌ・プーランク・ローラー日本法人元代表取締役社長。シェリング・プラウ日本法人元代表取締役社長。欧州製薬団体連合会（EFPIA Japan）副会長。

## 人物・経歴
神奈川県出身。1966年、神奈川県立横浜翠嵐高等学校卒業。1971年に米国メリーランド州・ロヨラカレッジ経営学部卒業後、日本ロシュ（現・中外製薬）に入社し、在職中に上智大学国際学部（現・国際教養学部）経営学修士課程および、ハーバードビジネススクール・AMP（経営者養成プログラム）を修了。同社社長室長、試薬部長を経て、1983年から1987年にアメリカとスイスのエフ・ホフマン・ラ・ロシュに出向。1989年に取締役医薬品本部長、1992年に常務取締役、1993年にフランスの製薬会社ローヌ・プーランク・ローラー日本法人代表取締役社長、1995年にアメリカの製薬会社シェリング・プラウ日本法人代表取締役社長、2011年にドイツの製薬会社ベーリンガーインゲルハイム日本法人代表取締役社長に就任し、後にエスエス製薬代表取締役社長を兼務。2013年、欧州製薬団体連合会（EFPIA Japan）副会長に就任。2016年、スイスの製薬会社ノバルティス日本法人代表取締役社長に就任。長年にわたり、外資系製薬会社に勤務し、重役を歴任してきた経験と実績をもつ。